# SORAMIMI
SORAMIMI（ソラミミ）は、日本のガールズバンド。所属事務所はアークミュージック。

## 概要
関東を活動拠点とする4人組ガールズバンド。
2013年5月にリーダーのJunaとYAKAを中心として結成。そこへtmtm（むらたたむ）とUNIが加わり、2014年2月から現体制となった。2017年3月に活動休止。

## メンバー
YAKA (ヤカ)
ボーカル担当。福岡県出身。
愛称は「やかまる」、「やかんぼう」。
UNI (ウニ)
ギター担当。神奈川県出身。
当初はサポートメンバーとしての参加であったが、2014年2月にギター担当として正式加入。
SORAMIMI活動休止後は音楽ユニット「THE SALMON PINKS」のエト・マキヤマの名前で活動している。
2018年2月にはTHE SALMON PINKSのブログにて、SORAMIMIは解散したと報告している。
2020年6月にはTHE SALMON PINKSを脱退
Juna (ジュナ)
バンドリーダー、ベース担当。石川県出身。
WebロックマガジンBEEASTの「俺の女神」2016で、「イチ押し女性ベーシスト賞」を受賞。
tmtm (タムタム、1992年9月25日（32歳）-)
ドラム担当。神奈川県出身。
WebロックマガジンBEEASTの「俺の女神」2015で、「イチ押し女性ドラマー賞」を受賞。
2016年7月21日、TAMA Drums(星野楽器)とエンドースメント契約を結んだことをTwitterで発表。
2017年2月14日、TSUTAYA O-crestにて、自身初となるソロライブ「むらたたむのそろそろソロッとソロライブ」を開催。
2019年8月よりNEMOPHILAのドラマーとして活動している。

### 元メンバー
浅野一都 (あさのいと、1992年6月24日（33歳）-)
キーボード担当。静岡県出身。2013年12月に脱退。

## 経歴
2013年
- 5月　SORAMIMI結成。
- 12月　浅野一都が脱退。

2014年
- 2月22日　サポートメンバーであったUNIが正式に加入し、現メンバーでの活動を開始。[9]
- 4月27日　幕張メッセにて開催されたニコニコ超会議に出演。
- 5月8日　インディーズ1stシングル「おジャ魔女カーニバル!!」を発売。
- 8月4日・8月8日　自主企画ライブ「魔女カーニバル」を開催。
- 10月24日　2ndシングル「アニソン"SHOWA"」を発売。
- 12月7日・12月11日　自主企画ライブ「魔女カーニバルII」を開催。

2015年
- 1月7日　1stミニアルバム「アニソンJAPAN」を発売。[10]
- 2月8日　1stワンマンライブ「SORAMIMIカーニバル〜2月だよ!全員集合!!〜」を、渋谷CHELSEA HOTELにて開催。
- 3月20日から3月31日に渡り、東京・横浜・大阪で自主企画ライブ「魔女カーニバルIII」を開催。
- 4月19日　Cute Girls Live〜Road to NAONのYAONにてインディーズ枠グランプリを受賞し、NAONのYAON2015にオープニングアクトとして出演が決定。[11][12]
- 4月29日　日比谷野外音楽堂で開催されたNAONのYAON2015にO.Aとして出演。
- 5月23日・5月30日　自主企画ライブ「魔女カーニバルIV」を開催。
- 6月17日　1stオリジナルシングル「J.K.P!!」を発売。
- 6月20日から7月18日に渡り、関東4ヶ所で「J.K.P!!」レコ発ツアーを敢行。
- 7月29日　音霊 OTODAMA SEA STUDIO 2015 に出演。
- 8月6日　「SORAMIMI presents 魔女カーニバル〜1周年スペシャル〜」をTSUTAYA O-EASTにて開催。
- 9月13日　2ndワンマンライブ「ドレミファSORAMIMI〜9月だし!全員招集!!〜」をShibuya WWWにて開催。
- 10月10日から10月12日に渡り開催された、"PlayStation" presents MINAMI WHEEL 2015 に出演。
- 10月22日から10月29日の間、東京、大阪、名古屋で自主企画ライブ「魔女カーニバルV」を開催。
- 11月15日　SOTETSU LOCK ON MUSIC に出演。
- 11月18日　2ndオリジナルシングル「ホリナイ」を発売。
- 12月17日　自主企画ライブ「魔女カーニバル〜Holy Night Special!!〜」をTSUTAYA O-WESTにて開催。
- 12月26日　「SORAMIMI ファン感謝祭」をYokohama O-SITEにて開催。

2016年
- 1月20日　1stオリジナルミニアルバム「ハナビラ」を発売。
- 1月24日から3月27日に渡り、全国8ヶ所で「ハナビラ」リリースツアーを敢行。
- 3月20日　「ハナビラ」ツアーファイナルとして、大阪で初となるワンマンライブを大阪アメリカ村CLAPPERにて開催。
- 3月27日　「ハナビラ」ツアーファイナルとして、新宿ReNYにてワンマンライブを開催。
- 5月20日・28日　自主企画ライブ「魔女カーニバルVI〜横浜編・東京編〜」を開催。
- 6月4日から6月5日に渡り開催されたEggs presents SAKAE SP-RING 2016に出演。
- 6月8日　3rdオリジナルシングル「FREE BIRD // 禁断症状」を発売。（iTunes Storeやレコチョク等では6月1日に先行配信スタート）
- 6月13日・20日　新自主企画「MIMIROJI」を、原宿ストロボカフェにて開催。
- 7月15日から7月31日に渡り、全国6カ所で「FREE BIRD」リリースツアーを敢行。
- 8月4日　「SORAMIMI PRESENTS 魔女カーニバル〜2周年スペシャル〜」を、TSUTAYA O-WESTにて開催。
- 8月24日　音霊 OTODAMA SEA STUDIO 2016「GOOD VIBES 16'」に出演。
- 9月17日・25日　3rdワンマンライブ「Step Up!!!」を、大阪アメリカ村CLAPPER(17日)とTSUTAYA O-WEST(25日)にて開催。
- 10月8日から10月10日に渡り開催された、"PlayStation Music" presents MINAMI WHEEL 2016 に出演。
- 10月30日　ドギマズン2016 ハロウィンパーティーに出演。
- 11月9日　4thオリジナルシングル「君のせい」を発売。

### 2017年
- 2月14日　tmtm初のソロライブ「むらたたむのそろそろソロッとソロライブ」を、TSUTAYA O-crestにて開催。
- 3月1日　活動休止を発表。[13]
- 3月24日　SORAMIMI ワンマンLIVE『Jump Up!!!!』の東京・渋谷WWW X公演をもって活動休止。

## タイアップ
| 曲名      | タイアップ                                                                     |
| --------- | ------------------------------------------------------------------------------ |
| はなびら  | 音楽情報番組「MUSIC B.B.」1月度オープニングテーマ                              |
| はなびら  | 日本テレビ系「バズリズム」3月POWER PLAY                                        |
| はなびら  | テレビ岩手「わくわくDokaaaan！」3月エンディングテーマ                          |
| FREE BIRD | 日本テレビ系「バズリズム」6月POWER PLAY                                        |
| FREE BIRD | 音楽情報番組「MUSIC B.B.」6月度エンディングテーマ                              |
| FREE BIRD | tvk高校野球ニュース2016 （第98回全国高等学校野球選手権神奈川大会）テーマソング |
| 禁断症状  | 関西テレビ「モモコのOh！ソレ！み〜よ！」エンディングテーマ                     |
| 君のせい  | 日本テレビ系「バズリズム」11月POWER PLAY                                       |
| 君のせい  | FM FUJI月間パワープレイ「SOUND FOREST」                                        |
| 君のせい  | 音楽情報番組「MUSIC B.B.」1月度エンディングテーマ                              |

## 出演

### ラジオ
- Music Spice+!（FM-FUJI、2015年10月 - 2017年3月） - 木曜日パーソナリティ（Vo.YAKA）[15]